# Oleh Oljytch
Oleh Oljytch ukrainien : Олег Ольжич, né sous le nom d'Oleh Kandiba, le 8 juillet 1907 à Jytomyr et mort le 9 juin 1944 dans le camp de concentration de Sachsenhausen en Allemagne, est un poète, archéologue, préhistorien, traducteur et militant politique ukrainien. Il est le fils du célèbre écrivain ukrainien Alexandre Olès.

## Biographie
En 1923, Oleh Oljytch a été contraint d'émigrer d'Ukraine en raison de l'occupation par la Russie soviétique et a vécu à Prague, en Tchécoslovaquie. 
En 1929, il est diplômé de l'université Charles de Prague avec un diplôme en archéologie. La même année, il rejoint l'Organisation des nationalistes ukrainiens et devient chef de leur branche culturelle et éducative.
En 1938, Après la scission de l'OUN, émergèrent les Melnykistes (OUN-M) et les Banderistes (OUN-B). Oleh Oljytch est resté fidèle à la ligne politique de Andriy Melnyk et devint son adjoint pour la tendance OUN-M. 
La poésie de Oleh Oljytch est orientée sur les thèmes de la lutte ukrainienne pour l'indépendance. 
En 1941, il a déménagé à Kiev et a joué un rôle déterminant dans la formation du Conseil national ukrainien.
De 1941 à 1944, il dirigea les activités de l'OUN-M en Ukraine. 
Le 25 mai 1944, il a été arrêté par la Gestapo avec d'autres militants politiques qui luttaient pour l'Ukraine. Oleh Oljytch est mort dans la nuit du 9 juin 1944 lors d'un interrogatoire de la Gestapo dans le camp de concentration de Sachsenhausen.

## Liens externes

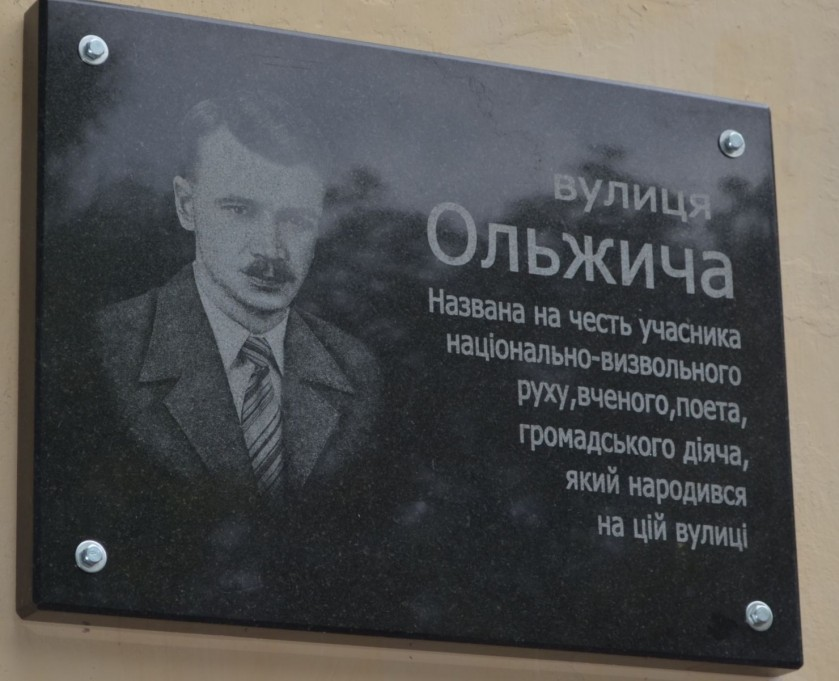
Plaque commémorative dans sa ville natale de Jytomyr.
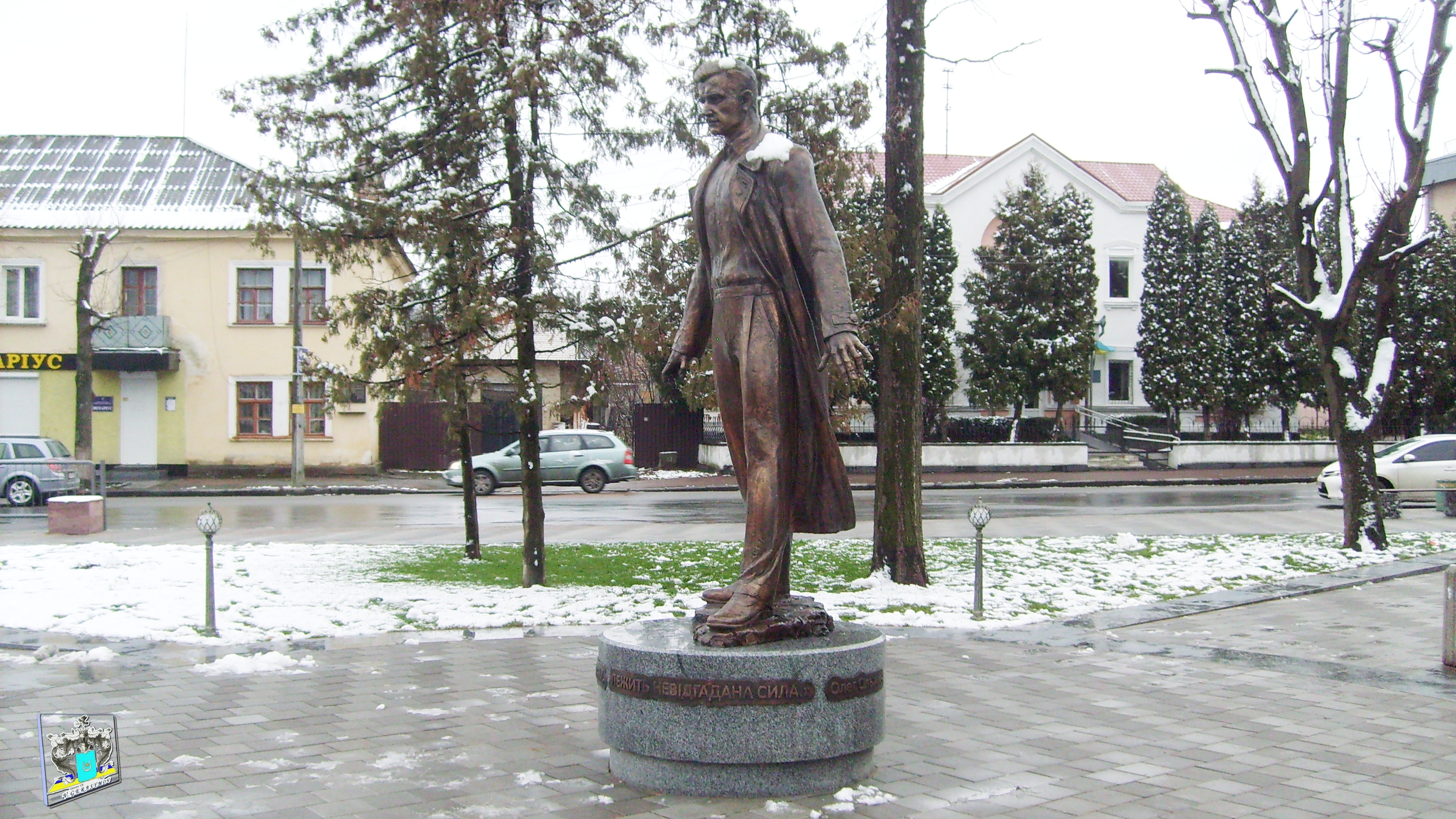
Statue de Oleh Oljytch inaugurée à Jytomir en 2017